# Episodi di Grizzy e i lemming - Pelosi e dispettosi

## Stagione
| Stagione         | Episodi | Prima TV Francia | Prima TV Italia |
| ---------------- | ------- | ---------------- | --------------- |
| Prima stagione   | 78      | 2016-2017        | 2016-2017       |
| Seconda stagione | 78      | 2018-2019        | 2018-2019       |
| Terza stagione   | 78      | 2021-2022        | 2021-2023       |
| Quarta stagione  | 26      | 2024-2025        | 2025 - in corso |

## Episodi

### Prima stagione (2016–2017)
| n. | Titolo italiano                  | Prima TV originale | Prima TV Italia |
| -- | -------------------------------- | ------------------ | --------------- |
| 1  | Orso polare                      | 10 ottobre 2016    | 24 ottobre 2016 |
| 2  | Dieta forzata                    | 10 ottobre 2016    | 24 ottobre 2016 |
| 3  | Smart-Orso                       | 11 ottobre 2016    | 24 ottobre 2016 |
| 4  | Orsosauro                        | 11 ottobre 2016    |                 |
| 5  | Fitness estremo                  | 12 ottobre 2016    |                 |
| 6  | Robot domestici                  | 12 ottobre 2016    |                 |
| 7  | Lotta per il comando             | 13 ottobre 2016    |                 |
| 8  | Orso sotto controllo             | 14 ottobre 2016    |                 |
| 9  | A tutto popcorn                  | 15 ottobre 2016    |                 |
| 10 | Balla con gli orsi               | 16 ottobre 2016    |                 |
| 11 | Cambio di ruolo                  | 17 ottobre 2016    |                 |
| 12 | Sogni d'oro Grizzy               |                    |                 |
| 13 | Prurito selvaggio                |                    |                 |
| 14 | Grizzy assetato                  |                    |                 |
| 15 | Spider lemming                   |                    |                 |
| 16 | La slot machine                  |                    |                 |
| 17 | Fastidiose interferenze          |                    |                 |
| 18 | Attacco ad alta tensione         |                    |                 |
| 19 | Profumo di orso                  |                    |                 |
| 20 | La fortuna dell'orso             |                    |                 |
| 21 | Orso magnetico                   |                    |                 |
| 22 | L'incantesimo dell'orso          |                    |                 |
| 23 | Il miglior amico dell'orso       |                    |                 |
| 24 | Super Grizzy Bros                |                    |                 |
| 25 | Un fratello artificiale          |                    |                 |
| 26 | Una mente confusa                |                    |                 |
| 27 | Un problema di taglia            |                    |                 |
| 28 | L'orso del tesoro                |                    | 2 maggio 2017   |
| 29 | Al servizio della sua maestà     |                    | 2 maggio 2017   |
| 30 | Arte orsa                        |                    | 2 maggio 2017   |
| 31 | Buon compleanno, Lemming         |                    | 3 maggio 2017   |
| 32 | Il potere di un fiore            |                    | 3 maggio 2017   |
| 33 | Il futuro è nel teletrasporto    |                    | 3 maggio 2017   |
| 34 | Conto alla rovescia              |                    | 4 maggio 2017   |
| 35 | Lemming airlines                 |                    | 4 maggio 2017   |
| 36 | Orso senza stress                |                    | 4 maggio 2017   |
| 37 | Orso in volo                     |                    | 5 maggio 2017   |
| 38 | Il suono di un Lemming           |                    | 5 maggio 2017   |
| 39 | Orso nel vento                   |                    | 5 maggio 2017   |
| 40 | Orso da costruzione              |                    | 16 ottobre 2017 |
| 41 | Kung-Fu-Lemming                  |                    | 16 ottobre 2017 |
| 42 | Sogno di un orso di mezza estate |                    | 16 ottobre 2017 |
| 43 | La riccetta segreta              |                    | 17 ottobre 2017 |
| 44 | Orso di diamante                 |                    | 17 ottobre 2017 |
| 45 | Orso intellettuale               |                    | 17 ottobre 2017 |
| 46 | Copertina vudù                   |                    | 18 ottobre 2017 |
| 47 | Stampe di orso                   |                    | 18 ottobre 2017 |
| 48 | Ispettore Grizzy                 |                    | 18 ottobre 2017 |
| 49 | Vietato entrare                  |                    | 19 ottobre 2017 |
| 50 | Indigestione dei Lemming         |                    | 19 ottobre 2017 |
| 51 | Sonata in orso maggiore          |                    | 19 ottobre 2017 |
| 52 | Frazioni di orso                 |                    | 20 ottobre 2017 |
| 53 | L'orso dalle uova d'oro          | 4 settembre 2017   | 20 ottobre 2017 |
| 54 | Corso intensivo                  | 4 settembre 2017   | 20 ottobre 2017 |
| 55 | I ricordi dell'orso              | 4 settembre 2017   | 21 ottobre 2017 |
| 56 | Lemming chimici                  | 5 settembre 2017   | 21 ottobre 2017 |
| 57 | Il telecomando                   | 5 settembre 2017   | 21 ottobre 2017 |
| 58 | L'orso e la farfalla             | 6 settembre 2017   | 22 ottobre 2017 |
| 59 | Lasciate le mie scarpe da tennis | 6 settembre 2017   | 22 ottobre 2017 |
| 60 | Fare da babysitter               | 7 settembre 2017   | 22 ottobre 2017 |
| 61 | Orso sottochiave                 | 7 settembre 2017   | 23 ottobre 2017 |
| 62 | La malinconia dei Lemming        | 8 settembre 2017   | 23 ottobre 2017 |
| 63 | Lemming da neve                  | 8 settembre 2017   | 23 ottobre 2017 |
| 64 | Orso aumentato                   |                    | 24 ottobre 2017 |
| 65 | Lemming sotto pressione          |                    | 24 ottobre 2017 |
| 66 | Lemming nello spazio             |                    | 25 ottobre 2017 |
| 67 | Procione da tartufo              |                    | 25 ottobre 2017 |
| 68 | Il maggiordomo robot             |                    | 26 ottobre 2017 |
| 69 | Il riposino                      |                    | 26 ottobre 2017 |
| 70 | Festa con pinata                 |                    | 26 ottobre 2017 |
| 71 | Il gioco dell'orso               | 27 ottobre 2017    |                 |
| 72 | Il super Lemming                 | 27 ottobre 2017    |                 |
| 73 | Orso da Halloween                | 27 ottobre 2017    |                 |
| 74 | Orso pulito                      |                    | 28 ottobre 2017 |
| 75 | Spiriti vaganti                  |                    | 28 ottobre 2017 |
| 76 | Specchio servo nelle mie brame   |                    | 28 ottobre 2017 |
| 77 | Grizzy il mago                   | 25 ottobre 2017    |                 |
| 78 | Viaggio sulla luna               |                    | 24 ottobre 2017 |

### Seconda stagione (2018–2019)
| n. | Titolo francese                | Titolo italiano                       | Prima TV originale | Prima TV Italia  |
| -- | ------------------------------ | ------------------------------------- | ------------------ | ---------------- |
| 1  | Camping sauvage                | Campeggio nella Natura                | 2 settembre 2018   |                  |
| 2  | De la glace et des ours        | Il ghiaccio e gli orsi                | 2 settembre 2018   |                  |
| 3  | Ours embarqué                  | Nemici volanti                        | 2 settembre 2018   |                  |
| 4  | Ours de jouvence               | L'acqua della giovinezza              | 2 settembre 2018   |                  |
| 5  | Lemmings à bloc                | Un kit per i Lemming                  | 2 settembre 2018   |                  |
| 6  | Ours intemporel                | Un orso sena tempo                    | 2 settembre 2018   |                  |
| 7  | Ours irrésistible              | Un orso Irresistibile                 | 9 settembre 2018   |                  |
| 8  | Mouche à Yummy                 | La strategia delle mosche             | 9 settembre 2018   |                  |
| 9  | L'appel de l'ours              | Il richiamo dell'orso                 | 9 settembre 2018   |                  |
| 10 | Ours sans gravité              | Un orso senza peso                    | 9 settembre 2018   |                  |
| 11 | Coups de chapeau               | Giochi di magia                       | 9 settembre 2018   |                  |
| 12 | Pas vu pas pris                | Il barattolo XXL                      | 9 settembre 2018   |                  |
| 13 | Vil ours, bon ours             | Orso buono, orso cattivo              | 16 settembre 2018  |                  |
| 14 | Conduite à risque              | Guida ad alto rischio                 | 16 settembre 2018  | 5 novembre 2018  |
| 15 | Prédictions d'ours             | Le predizioni dell'orso               | 16 settembre 2018  | 5 novembre 2018  |
| 16 | Lemming de plage               | La spiaggia dei Lemming               | 16 settembre 2018  | 6 novembre 2018  |
| 17 | De fourrure et d'épée          | Pelliccia e spade                     | 16 settembre 2018  | 6 novembre 2018  |
| 18 | Planche à Lemmings             | Lo skate dei Lemming                  | 16 settembre 2018  | 5 novembre 2018  |
| 19 | Photographes animaliers        | Foto bestiali                         | 23 settembre 2018  | 6 novembre 2018  |
| 20 | Régime d'ours                  | La dieta dell'orso                    | 23 settembre 2018  | 7 novembre 2018  |
| 21 | Gonflage d'ours                | L'orso dei palloncini                 | 23 settembre 2018  | 7 novembre 2018  |
| 22 | Ours molletonné                | Il cuscino dell'orso                  | 23 settembre 2018  | 7 novembre 2018  |
| 23 | Ours à scratch                 | L'orso attacca e stacca               | 23 settembre 2018  |                  |
| 24 | Muscu express                  | Allenamento veloce                    | 23 settembre 2018  | 8 novembre 2018  |
| 25 | Bat-Grizzy                     | Bat-Grizzly                           | 30 settembre 2018  | 8 novembre 2018  |
| 26 | Applis très mobiles            | Un mondo di App                       | 30 settembre 2018  |                  |
| 27 | Duplicata sauvage              | Modellismo selvaggio                  | 30 settembre 2018  | 9 novembre 2018  |
| 28 | Mon voisin l'Ours              | L'orso della porta accanto            | 30 settembre 2018  | 9 novembre 2018  |
| 29 | Zapping sauvage                | Zapping selvaggio                     | 30 settembre 2018  | 9 novembre 2018  |
| 30 | Danger : Lemmings sans limites | Attenzione: Lemming senza limiti      | 30 settembre 2018  | 10 novembre 2018 |
| 31 | Ours à rebonds                 | Orso rimbalzante                      | 14 ottobre 2018    | 10 novembre 2018 |
| 32 | Raton masqué                   | Il Procione mascherato                | 14 ottobre 2018    | 10 novembre 2018 |
| 33 | Lemmings révolutions           | Lemming rotanti                       | 14 ottobre 2018    | 11 novembre 2018 |
| 34 | Folie du jeu                   | La follia del gioco                   | 14 ottobre 2018    | 11 novembre 2018 |
| 35 | Avatar de compagnie            | Avatar domestico                      | 14 ottobre 2018    | 11 novembre 2018 |
| 36 | Génie animal                   | Un genio bestiale                     | 14 ottobre 2018    | 12 novembre 2018 |
| 37 | Personnalités contrariées      | Fate la pace, non la guerra           | 21 ottobre 2018    | 12 novembre 2018 |
| 38 | Réalité déguisée               | Realtà camuffata                      | 21 ottobre 2018    | 12 novembre 2018 |
| 39 | Plis et replis                 | Pieghe su pieghe                      | 21 ottobre 2018    | 13 novembre 2018 |
| 40 | Ours en cartoon                | Orso dei cartoni                      | 30 dicembre 2018   | 4 febbraio 2019  |
| 41 | Ours XXL                       | Orso XXL                              | 3 gennaio 2019     | 4 febbraio 2019  |
| 42 | L'habit ne fait pas l'ours     | Non giudicare un orso dalle apparenze | 30 dicembre 2018   | 4 febbraio 2019  |
| 43 | Ours à lunettes                | Occhiali per orso                     | 30 dicembre 2018   | 5 febbraio 2019  |
| 44 | Ours sous haute protection     | Orso Sotto Protezione                 | 1 gennaio 2019     | 5 febbraio 2019  |
| 45 | Manque de visibilité           | Visibilità zero                       | 1 gennaio 2019     | 5 febbraio 2019  |
| 46 | Soins intensifs                | Cure Intensive                        | 2 gennaio 2019     | 6 febbraio 2019  |
| 47 | Lemming gum                    | Gelo Lemming                          | 2 gennaio 2019     | 6 febbraio 2019  |
| 48 | Lemmings pressés               | Succo di Lemming                      | 3 gennaio 2019     | 6 febbraio 2019  |
| 49 | Ours zen                       | Orso Zen                              | 4 gennaio 2019     | 7 febbraio 2019  |
| 50 | Lemming bowling                | Lemming al Bowling                    | 4 gennaio 2019     | 7 febbraio 2019  |
| 51 | Ctrl+Alt+Ours                  | Ctrl+Alt+Orso                         | 5 gennaio 2019     | 7 febbraio 2019  |
| 52 | Chasse aux champignons         | Caccia ai Funghi                      | 5 gennaio 2019     | 8 febbraio 2019  |
| 53 | Ours en l'air                  | Orso Volante                          | 7 maggio 2019      | 8 febbraio 2019  |
| 54 | Ours en piste                  | Orso da Circo                         | 7 maggio 2019      | 8 febbraio 2019  |
| 55 | Electro Ranger Lemming         | Il Ranger Lemming Elettrico           | 8 maggio 2019      |                  |
| 56 | Ours repulsif                  | Il Repellente dell'Orso               | 8 maggio 2019      |                  |
| 57 | Ours au volant                 | Orso al Volante                       | 9 maggio 2019      |                  |
| 58 | Cabane à bascule               | La Casa Mobile                        | 9 maggio 2019      |                  |
| 59 | Plante à Lemmings              | Lemming da Pianta                     | 10 maggio 2019     |                  |
| 60 | Ours cible                     | Orso da Bersaglio                     | 13 maggio 2019     |                  |
| 61 | Ours boreale                   | L'Aurora Boreale                      | 13 maggio 2019     |                  |
| 62 | Tic tac d'ours                 | L'orologio dell'Orso                  | 14 maggio 2019     |                  |
| 63 | Rêves sur commandes            | Sogni al Comando                      | 14 maggio 2019     |                  |
| 64 | Lemmings élémentaires          | Lemming al Potere                     | 15 maggio 2019     |                  |
| 65 | Nounou d'ours                  | Grizzy Neonato                        | 15 maggio 2019     |                  |
| 66 | Élan arc-en-ciel               | L'alce Arcobaleno                     | 16 maggio 2019     |                  |
| 67 | Ours au radar                  | Il Radar dell'Orso                    | 16 maggio 2019     |                  |
| 68 | Effet boule de Lemmings        | Lemming Rotolanti                     | 17 maggio 2019     |                  |
| 69 | Traficotage aérien             | Traffico Aereo                        | 17 maggio 2019     |                  |
| 70 | Un conte de Lemmings           | Lemming delle Fiabe                   | 20 maggio 2019     |                  |
| 71 | Slam Dunk Lemmings             | 10 Canestri = Yummy XXL               | 20 maggio 2019     |                  |
| 72 | Ours mal léché                 | Orso Preistorico                      | 21 maggio 2019     |                  |
| 73 | Ours traversant                | Passare Attraverso i Muri             | 21 maggio 2019     |                  |
| 74 | L'esprit de l'aigle            | Lo Spirito dell'Aquila                | 22 maggio 2019     |                  |
| 75 | Rock'n'Lemming                 | Lemming da Rock                       | 22 maggio 2019     |                  |
| 76 | Lemmings mastocs               | Lemming Gonfiati                      | 23 maggio 2019     |                  |
| 77 | Ours ancestral                 | Orso Ancestrale                       | 23 maggio 2019     |                  |
| 78 | Hocus Pocus Lemmingus          | L'incantesimo dei Lemming             | 24 maggio 2019     |                  |

### Terza stagione (2021-2022)
| n. | Titolo francese                       | Titolo italiano              | Prima TV francese | Prima TV Italia  |
| -- | ------------------------------------- | ---------------------------- | ----------------- | ---------------- |
| 1  | Fortune Lemming                       | La fortuna dei Lemming       | 28 agosto 2021    | 3 maggio 2021    |
| 2  | Médecine pas douce                    | I dolori della medicina      | 28 agosto 2021    | 3 maggio 2021    |
| 3  | Shaolin domestique                    | Shaolin per tutti            | 28 agosto 2021    | 3 maggio 2021    |
| 4  | Ennemis pacifiques                    | Nemici pacifici              | 28 agosto 2021    | 4 maggio 2021    |
| 5  | La Légende des 7 Lemmings             | La leggenda dei Lemming      | 28 agosto 2021    | 4 maggio 2021    |
| 6  | Ours et dragons                       | Orsi e draghi                | 28 agosto 2021    | 4 maggio 2021    |
| 7  | Oup de bambou                         | La guerra del bambù          | 28 agosto 2021    | 5 maggio 2021    |
| 8  | Ours dans les nuages                  | Un orso tra le nuvole        | 28 agosto 2021    | 5 maggio 2021    |
| 9  | Tactique d'ombrelles                  | La tattica degli ombrelli    | 28 agosto 2021    | 5 maggio 2021    |
| 10 | Ni Yin ni Yang                        | Né Yin Né Yang               | 28 agosto 2021    | 6 maggio 2021    |
| 11 | Ours mécatronique                     | L'orso e la robotica         | 28 agosto 2021    | 6 maggio 2021    |
| 12 | Tai Chi Lemmings                      | I Lemming e il Tai Chi       | 28 agosto 2021    | 6 maggio 2021    |
| 13 | Cabane d'Artifice                     | Una casetta esplosiva        | 28 agosto 2021    | 7 maggio 2021    |
| 14 | Plongée sauvage                       | Fondali selvaggi             | 25 settembre 2021 | 7 maggio 2021    |
| 15 | Cocochoco                             | Cocco e cioccolata           | 25 settembre 2021 | 7 maggio 2021    |
| 16 | Pêche ascensionnelle                  | Pesca al vento               | 25 settembre 2021 | 10 maggio 2021   |
| 17 | Piratage à tartiner                   | Pirati golosi                | 25 settembre 2021 | 10 maggio 2021   |
| 18 | Virée en Mer                          | Una gita al largo            | 25 settembre 2021 | 10 maggio 2021   |
| 19 | Lemmings des Sables                   | Sculture di sabbia           | 25 settembre 2021 | 11 maggio 2021   |
| 20 | Coaching pas pacifique                | Allenamento agitato          | 25 settembre 2021 | 11 maggio 2021   |
| 21 | Ours en eaux troubles                 | Acque agitate                | 25 settembre 2021 | 11 maggio 2021   |
| 22 | Ours antisismique                     | Orso a prova di terremoto    | 25 settembre 2021 | 12 maggio 2021   |
| 23 | Esprits de compétition                | Spirito di competizione      | 25 settembre 2021 | 12 maggio 2021   |
| 24 | Crabe à tout faire                    | Il granchio tuttofare        | 25 settembre 2021 | 12 maggio 2021   |
| 25 | Épreuve de confort                    | Prova del comfort            | 2 ottobre 2021    | 13 maggio 2021   |
| 26 | Cabane Hors Bors                      | Una casetta fuoribordo       | 23 ottobre 2021   | 13 maggio 2021   |
| 27 | Surcharge parentale                   | Papà per un giorno           | 23 ottobre 2021   | 23 agosto 2021   |
| 28 | Attraction de lemmings                | Attrazione Magnetica         | 23 ottobre 2021   | 23 agosto 2021   |
| 29 | Domino extrême                        | Effetto Domino               | 23 ottobre 2021   | 23 agosto 2021   |
| 30 | Déglaciation sauvage                  | Scongelati a Sorpresa        | 23 ottobre 2021   | 24 agosto 2021   |
| 31 | Lemmings thermiques                   | Vista a Raggi Lemming        | 23 ottobre 2021   | 24 agosto 2021   |
| 32 | Œuf de substitution                   | L'Uovo da Sostituire         | 23 ottobre 2021   | 24 agosto 2021   |
| 33 | La constellation du Lemming           | La Costellazione Lemming     | 23 ottobre 2021   | 25 agosto 2021   |
| 34 | Tournez lemmings                      | Lemming Rotanti 2            | 23 ottobre 2021   | 25 agosto 2021   |
| 35 | Super star polaire                    | Superstar polare             | 23 ottobre 2021   | 25 agosto 2021   |
| 36 | Mon ami le pingouin                   | Il mio Amico Pinguino        | 23 ottobre 2021   | 26 agosto 2021   |
| 37 | Choc thermique !                      | L'aspirapolvere              | 23 ottobre 2021   | 26 agosto 2021   |
| 38 | Activités primitives                  | Giochi Primitivi             | 23 ottobre 2021   | 26 agosto 2021   |
| 39 | Cabane sur glace                      | Lo Scivolo di Ghiaccio       | 14 novembre 2021  | 27 agosto 2021   |
| 40 | Retour de l’être aimé                 | Torna da me, Orsetta         | 20 novembre 2021  | 27 agosto 2021   |
| 41 | Pouvoirs masqués                      | Poteri mascherati            | 20 novembre 2021  | 27 agosto 2021   |
| 42 | Lemmings vrombissants                 | Il Rombo dei Lemming         | 20 novembre 2021  | 30 agosto 2021   |
| 43 | Minis ennuis                          | Minuscoli Problemi           | 20 novembre 2021  | 30 agosto 2021   |
| 44 | Pour des cacahuètes                   | Per un Pugno di Noccioline   | 20 novembre 2021  | 30 agosto 2021   |
| 45 | A portée de groin                     | A Portata di Naso            | 20 novembre 2021  | 31 agosto 2021   |
| 46 | Safari Express                        | Safari Espresso              | 20 novembre 2021  | 31 agosto 2021   |
| 47 | Faux fils                             | Figli per Finta              | 20 novembre 2021  | 31 agosto 2021   |
| 48 | Le trône de pierre                    | I Troni di Pietra            | 20 novembre 2021  | 1 settembre 2021 |
| 49 | Tam-Tam Lemming                       | Tam-Tam Lemming              | 20 novembre 2021  | 1 settembre 2021 |
| 50 | Complètement givré !                  | I Cubetti di Ghiaccio        | 20 novembre 2021  | 1 settembre 2021 |
| 51 | Dans tes rêves                        | Nel Mondo dei Sogni          | 20 novembre 2021  | 2 settembre 2021 |
| 52 | Cabane supervoltaïque                 | La Casetta Super-Voltaica    | 15 gennaio 2022   | 2 settembre 2021 |
| 53 | Lemmings en gelée                     | Lemmings Gelatine            | 6 febbraio 2022   | 10 gennaio 2023  |
| 54 | 1 + 1 = 1                             | 1 + 1 = 1                    | 6 febbraio 2022   | 16 gennaio 2023  |
| 55 | Lancer de Lemmings                    | Il Lancio del Giavellotto    | 6 febbraio 2022   | 13 gennaio 2023  |
| 56 | FrankenGrizzy                         | Franken-Grizzy               | 6 febbraio 2022   | 12 gennaio 2023  |
| 57 | Lemming sur toile                     | Lemmings su Tela             | 6 febbraio 2022   | 11 gennaio 2023  |
| 58 | Désaccord musical                     | Disaccordi Musicali          | 6 febbraio 2022   | 13 gennaio 2023  |
| 59 | Un Ours Dans La Bergerie              | Un Orso nell'Ovile           | 13 febbraio 2022  | 9 gennaio 2023   |
| 60 | La communauté de la Jelly             | Mondo Gelatina               | 13 febbraio 2022  | 16 gennaio 2023  |
| 61 | Mouton de compagnie                   | Pecorella Domestica          | 13 febbraio 2022  | 16 gennaio 2023  |
| 62 | Joutes Moutons                        | La Giostra delle Pecore      | 13 febbraio 2022  | 13 gennaio 2023  |
| 63 | Esprits gourmands                     | I Fantasmini del Cibo        | 13 febbraio 2022  | 12 gennaio 2023  |
| 64 | Foire aux bouquins                    | La Fiera del Libro           | 13 febbraio 2022  | 12 gennaio 2023  |
| 65 | Cabane pas commode                    | La torta di gelatina         | 13 febbraio 2022  | 9 gennaio 2023   |
| 66 | L'ours, la grenouille et le moustique | L'Orso, la Rana e la Zanzara | 20 febbraio 2022  | 9 gennaio 2023   |
| 67 | Battle musicale                       | Il Pappagallo Stereo         | 20 febbraio 2022  | 10 gennaio 2023  |
| 68 | Décalage solaire                      | Giorno e Notte               | 20 febbraio 2022  | 10 gennaio 2023  |
| 69 | Lemmings tiltés                       | Campioni a Flipper           | 20 febbraio 2022  | 11 gennaio 2023  |
| 70 | Botanique ludique                     | Botanica Ricreativa          | 20 febbraio 2022  | 11 gennaio 2023  |
| 71 | Conflit de générations                | Conflitto Generazionale      | 20 febbraio 2022  | 17 gennaio 2023  |
| 72 | A bout de souffle                     | Fino all'Ultima Aspirazione  | 27 febbraio 2022  | 17 gennaio 2023  |
| 73 | Casse-tête aztèque                    | Il Rompicapo Azteco          | 27 febbraio 2022  | 17 gennaio 2023  |
| 74 | Catch canap                           | Wrestling da Divano          | 27 febbraio 2022  | 18 gennaio 2023  |
| 75 | Ruée vers l'or                        | La Corsa al Ciocco-Oro       | 27 febbraio 2022  | 18 gennaio 2023  |
| 76 | Vol à réaction                        | Un Furto Tira l'Altro        | 27 febbraio 2022  | 18 gennaio 2023  |
| 77 | Lucioles à haute tension              | Lucciole ad alta tensione    | 27 febbraio 2022  | 19 gennaio 2023  |
| 78 | Crâne de discorde                     | Il teschietto della zizzania | 27 febbraio 2022  | 19 gennaio 2023  |

### Quarta stagione (2024-2025)
| n. | Titolo francese                         | Titolo italiano | Prima TV francese | Prima TV Italia |
| -- | --------------------------------------- | --------------- | ----------------- | --------------- |
| 1  | Star of the Day                         | TBA             | TBA               | TBA             |
| 2  | Diabolical Labyrinth                    | TBA             | TBA               | TBA             |
| 3  | Cosy Nest                               | TBA             | TBA               | TBA             |
| 4  | Strong Will                             | TBA             | TBA               | TBA             |
| 5  | Desired Orientation                     | TBA             | TBA               | TBA             |
| 6  | 24 Carat Chocolate                      | TBA             | TBA               | TBA             |
| 7  | Jungle Rhythm                           | TBA             | TBA               | TBA             |
| 8  | The Grizming                            | TBA             | TBA               | TBA             |
| 9  | For Real                                | TBA             | TBA               | TBA             |
| 10 | Cocoa Tree Spread                       | TBA             | TBA               | TBA             |
| 11 | Wild Mutations                          | TBA             | TBA               | TBA             |
| 12 | Every Which Way                         | TBA             | TBA               | TBA             |
| 13 | Cabin in the Moon                       | TBA             | TBA               | TBA             |
| 14 | Grizzy Academy                          | TBA             | TBA               | TBA             |
| 15 | Well Deserved                           | TBA             | TBA               | TBA             |
| 16 | Programming on Demand                   | TBA             | TBA               | TBA             |
| 17 | Frosty Cup                              | TBA             | TBA               | TBA             |
| 18 | Choco Granito                           | TBA             | TBA               | TBA             |
| 19 | Quick Meal                              | TBA             | TBA               | TBA             |
| 20 | Digital Taming                          | TBA             | TBA               | TBA             |
| 21 | Glacial Carrot                          | TBA             | TBA               | TBA             |
| 22 | Evil Spirit                             | TBA             | TBA               | TBA             |
| 23 | Sounds & Visions                        | TBA             | TBA               | TBA             |
| 24 | Iced Grizzy                             | TBA             | TBA               | TBA             |
| 25 | Yummy Digestion                         | TBA             | TBA               | TBA             |
| 26 | Yeti Cabin                              | TBA             | TBA               | TBA             |
| 27 | Nutty Family                            | TBA             | TBA               | TBA             |
| 28 | Badly Sprained Bear                     | TBA             | TBA               | TBA             |
| 29 | Winning Tokens                          | TBA             | TBA               | TBA             |
| 30 | Game of Marbles                         | TBA             | TBA               | TBA             |
| 31 | Five Star Bowl                          | TBA             | TBA               | TBA             |
| 32 | Lost Object                             | TBA             | TBA               | TBA             |
| 33 | Crab Crush                              | TBA             | TBA               | TBA             |
| 34 | Pirates in Sight                        | TBA             | TBA               | TBA             |
| 35 | Crab Waters                             | TBA             | TBA               | TBA             |
| 36 | Grizzy's Odyssey                        | TBA             | TBA               | TBA             |
| 37 | Flying Sands                            | TBA             | TBA               | TBA             |
| 38 | Symphony for Lemmings                   | TBA             | TBA               | TBA             |
| 39 | Interplanetary Cabin                    | TBA             | TBA               | TBA             |
| 40 | Ready, Set, Bam                         | TBA             | TBA               | TBA             |
| 41 | Termitator                              | TBA             | TBA               | TBA             |
| 42 | Dad Despite Himself                     | TBA             | TBA               | TBA             |
| 43 | Illuminated Lemmings                    | TBA             | TBA               | TBA             |
| 44 | Hide and Seek Lemmings                  | TBA             | TBA               | TBA             |
| 45 | Nocturnal Din                           | TBA             | TBA               | TBA             |
| 46 | A Love for Fridges                      | TBA             | TBA               | TBA             |
| 47 | Bear Family                             | TBA             | TBA               | TBA             |
| 48 | The Ten Plagues of Grizzy               | TBA             | TBA               | TBA             |
| 49 | Sandbox Games                           | TBA             | TBA               | TBA             |
| 50 | Chocolate Deposit                       | TBA             | TBA               | TBA             |
| 51 | Firefly Party                           | TBA             | TBA               | TBA             |
| 52 | Keyring Cabin                           | TBA             | TBA               | TBA             |
| 53 | Great Wall Disco                        | TBA             | TBA               | TBA             |
| 54 | Choco Noodles                           | TBA             | TBA               | TBA             |
| 55 | Tough Cookie                            | TBA             | TBA               | TBA             |
| 56 | Artificial Intelligence, Natural Idiocy | TBA             | TBA               | TBA             |
| 57 | All Out for Silk                        | TBA             | TBA               | TBA             |
| 58 | Hello Grizzy, Here Lemmings             | TBA             | TBA               | TBA             |
| 59 | Grasshopper Bounty                      | TBA             | TBA               | TBA             |
| 60 | Sound and Light                         | TBA             | TBA               | TBA             |
| 61 | Hero Despite Himself                    | TBA             | TBA               | TBA             |
| 62 | Mask Time                               | TBA             | TBA               | TBA             |
| 63 | Drawer Puzzles                          | TBA             | TBA               | TBA             |
| 64 | Double Trouble                          | TBA             | TBA               | TBA             |
| 65 | Happy Birthday Grizzy                   | TBA             | TBA               | TBA             |
| 66 | The War of the Lambs                    | TBA             | TBA               | TBA             |
| 67 | Ultra Wool                              | TBA             | TBA               | TBA             |
| 68 | Lemming Hoods                           | TBA             | TBA               | TBA             |
| 69 | Good Fairy, Bad Fairy                   | TBA             | TBA               | TBA             |
| 70 | Odd Twists                              | TBA             | TBA               | TBA             |
| 71 | The Battle of the Sacred Crown          | TBA             | TBA               | TBA             |
| 72 | Were-Lemming                            | TBA             | TBA               | TBA             |
| 73 | Hold Up, Hens and Yummy                 | TBA             | TBA               | TBA             |
| 74 | Even Higher                             | TBA             | TBA               | TBA             |
| 75 | Witchcraft Game                         | TBA             | TBA               | TBA             |
| 76 | Monstrous Costumes                      | TBA             | TBA               | TBA             |
| 77 | The Crime Was Almost Yummy              | TBA             | TBA               | TBA             |
| 78 | Cabin, My Love                          | TBA             | TBA               | TBA             |